# Brigade des martyrs de Yarmouk
Ne doit pas être confondu avec Brigade Yarmouk.
La Brigade des martyrs de Yarmouk (arabe : لواء شهداء اليرموك, Liwa Shuhada al-Yarmouk) est un groupe terroriste et salafiste djihadiste, actif de 2012 à 2016, pendant la guerre civile syrienne.

## Logos

Logo de la Brigade des martyrs de Yarmouk en 2014.
Logo de la Brigade des martyrs de Yarmouk en 2015 et 2016.

## Affiliations
La Brigade des martyrs de Yarmouk fait partie des groupes qui fondent le Front du Sud le 14 février 2014, une chambre d'opérations de groupes de l'Armée syrienne libre,. Initialement modéré, le groupe se radicalise progressivement. Au printemps 2015, la Brigade est exclue du Front du Sud, accusée d'avoir secrètement prêtée allégeance à l'État islamique, ce qu'elle nie. Rapidement, la guerre éclate entre la Brigade des martyrs de Yarmouk d'un côté et le Front al-Nosra et l'Armée syrienne libre de l'autre,,,,.
En 2016, la brigade s'allie avec un autre groupe djihadiste, le Harakat al-Muthanna, contre le Front al-Nosra et l'ASL,. Le 12 avril 2016, le Harakat al-Muthanna annonce sa fusion avec la Brigade des martyrs de Yarmouk.
Le 21 mai 2016, la Brigade des martyrs de Yarmouk, une partie du Harakat al-Muthanna et Jaych al-Jihad forment ensemble l'Armée Khalid ibn al-Walid, affiliée à l'État islamique.

## Commandement
Le groupe est dirigé par Abou Ali al-Baridi, ce dernier est tué le 15 novembre 2015, ainsi que cinq autres chefs, dans un attentat-suicide du Front al-Nosra à Djamla, au quartier-général de la Brigade des martyrs de Yarmouk,,,. Abou Obeida Qahtan prend ensuite la tête du groupe.

## Zones d'opérations
La Brigade tient plusieurs villages dans le sud-ouest du gouvernorat de Deraa et à l'extrême-sud du gouvernorat de Qouneitra, aux frontières avec la Jordanie et Israël dont elle contrôle, en mai 2016, de 15 à 20 km de cette dernière.

## Actions
Le 6 mars 2013, le groupe enlève 21 observateurs de l'ONU dans le plateau du Golan en prétextant vouloir les « protéger des bombardements perpétrés par l’armée du régime sur la région de Deraa ». Ces derniers faisaient partie d'un détachement de 300 agents philippins de la FNUOD. Quatre autres casques bleus philippins sont enlevés en mai. Tous sont finalement relâchés au bout de quelques jours,
À partir d'avril 2015, la guerre est déclarée entre la Brigade des martyrs de Yarmouk et le Front al-Nosra, de violents combats les opposent dans les gouvernorats de Deraa et Qouneitra,.
En décembre 2015, la brigade publie une vidéo montrant l'exécution de trois « espions » accusés d'avoir collaboré avec le kamikaze du Front al-Nosra qui avait tué Abou Ali al-Baridi. Ces derniers sont vêtus de ceintures explosives qui sont actionnées. 
Le 21 mars 2016, la brigade des martyrs de Yarmouk s'empare du village de Tasil, à une dizaine de kilomètres de la frontière jordanienne et du plateau du Golan après des combats contre le Front al-Nosra. Abou Saleh al-Moussalima, le commandant d'al-Nosra pour le sud de la Syrie, est tué dans ces combats,. Début avril, le groupe perd cependant les villages de Sheikh Saad, Tal Ashtra et Jellin.